# Paonias astylus

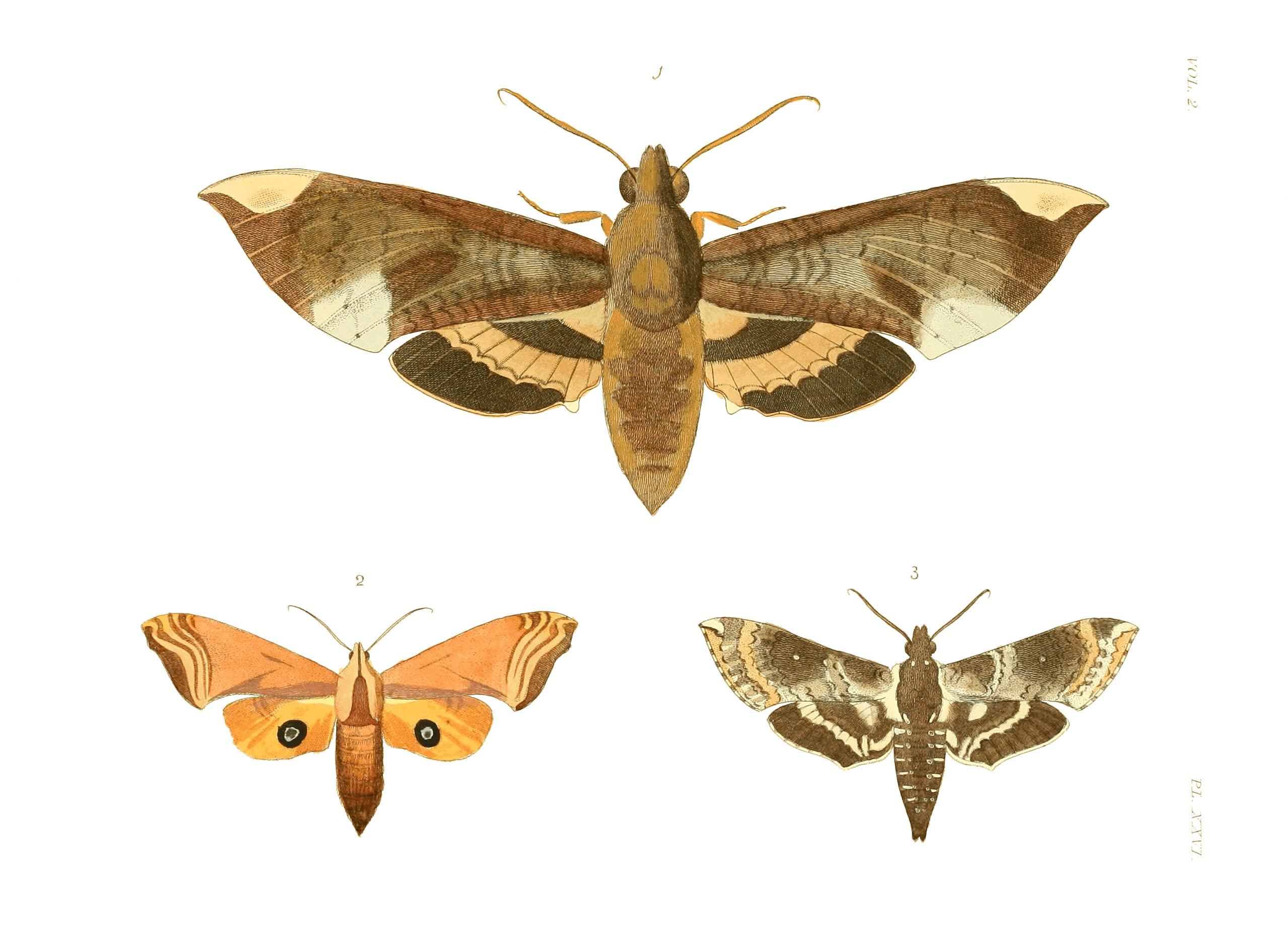
Illustration von Paonias astylus (links unten) durch Dru Drury.

Paonias astylus ist ein Schmetterling (Nachtfalter) aus der Familie der Schwärmer (Sphingidae). Obwohl die Art eher selten ist, zählt sie zu den ersten in Nordamerika erstbeschriebenen Schwärmerarten.

## Merkmale

### Falter
Die Falter haben eine Vorderflügellänge von 30 bis 41 Millimetern. Man kann sie von den übrigen Arten der Gattung Paonias anhand des Außenrandes der Vorderflügel gut unterscheiden, der nur bei dieser Art nahezu gerade und nicht gewellt verläuft. Die Falter sind lediglich in ihrer Größe und kaum in ihrer Färbung variabel.

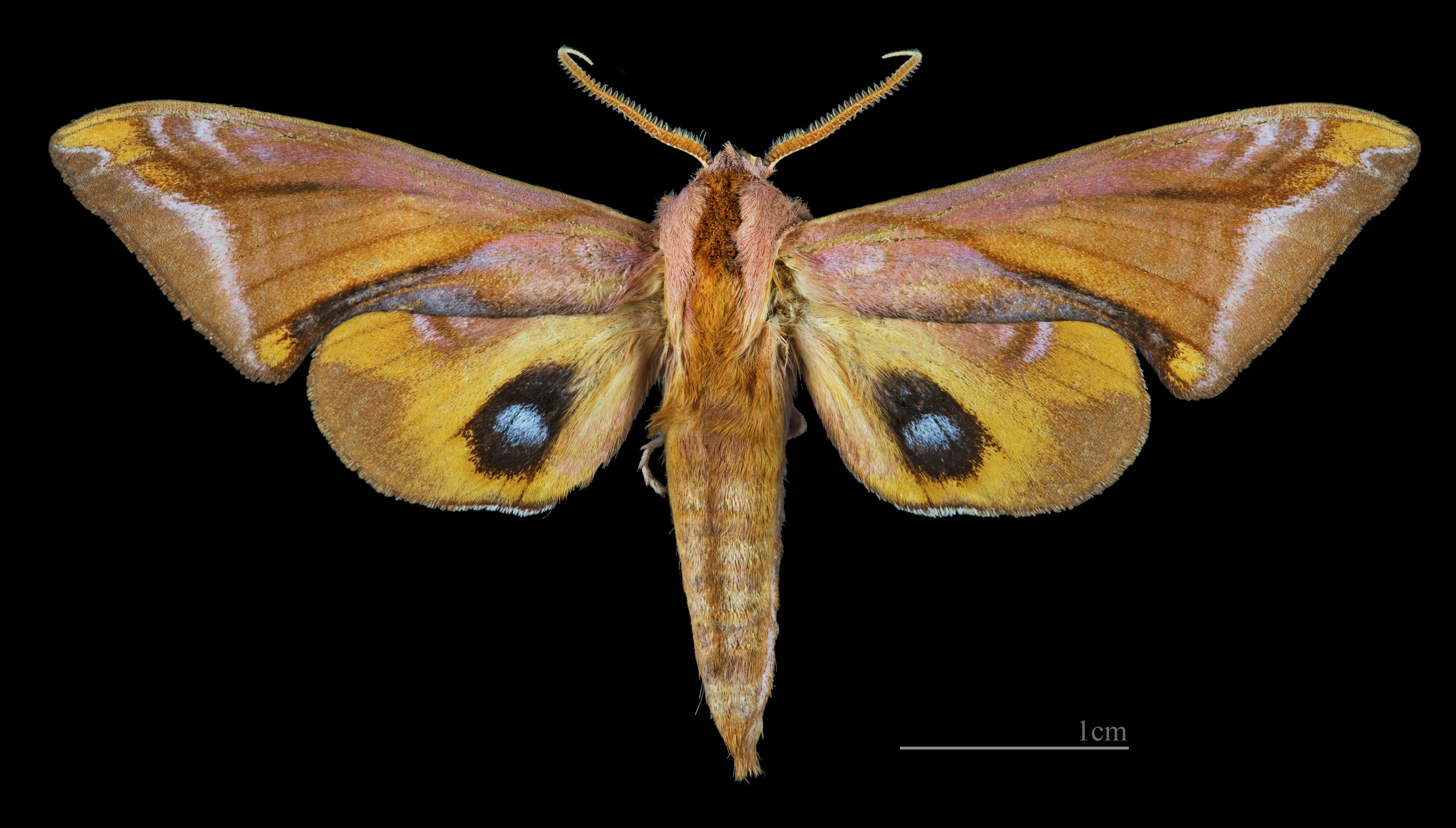
Paonias astylus ♂
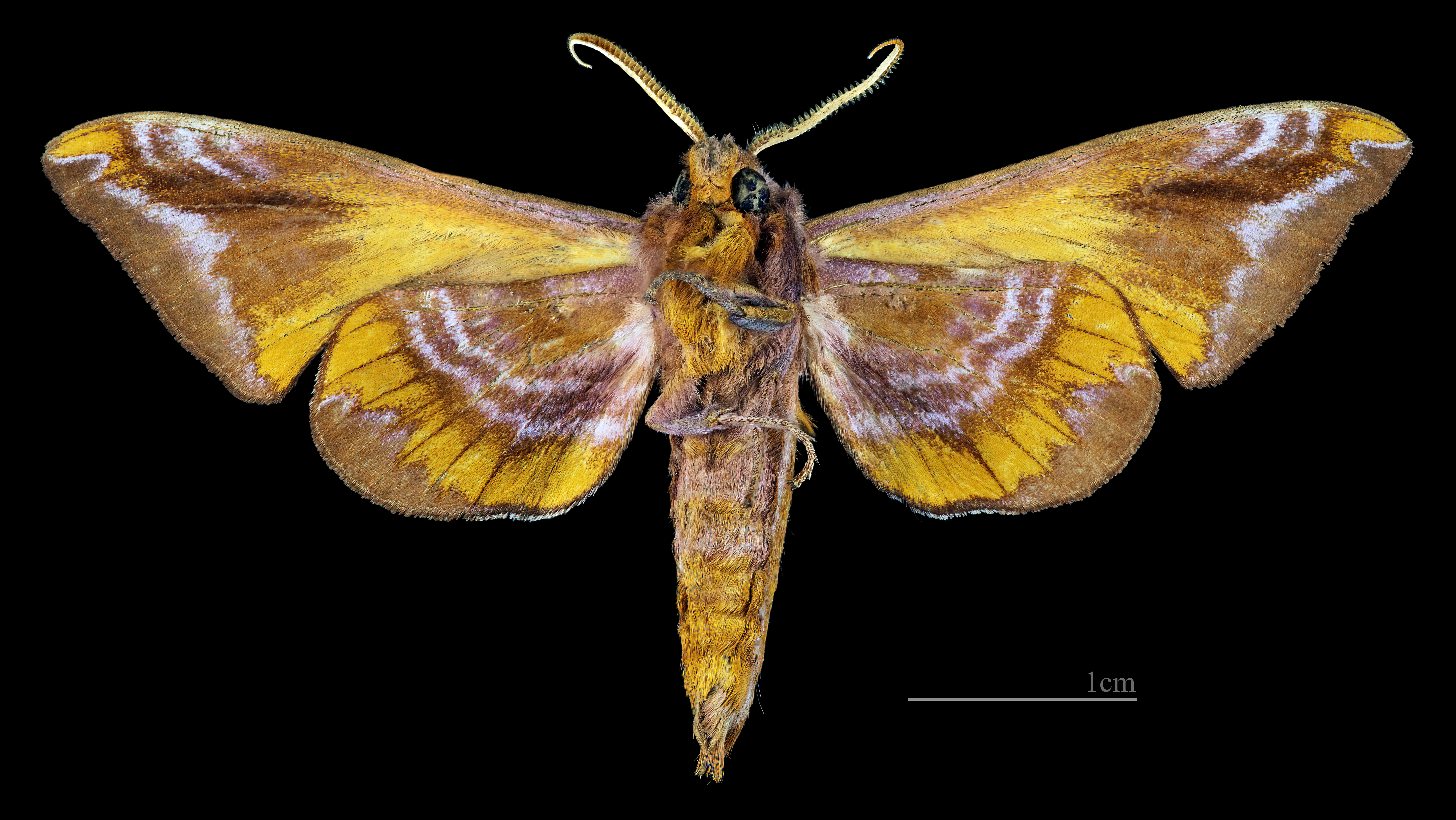
Paonias astylus ♂ △

### Raupe
Die Raupen sind im letzten Stadium den beiden anderen nordamerikanischen Arten der Gattung ähnlich. Sie sind limettengrün und mit zahlreichen weißen Setae versehen, die die Körperoberfläche sehr grob erscheinen lassen. Bei den Raupen von Paonias astylus treten die rötlichen Flecke am Körper viel weniger häufig auf als bei Paonias myops und Paonias excaecata. Das Analhorn trägt eine kleine Doppelspitze.

### Puppe
Die Puppe ist rötlich braun und hat einen leicht rauen Körper, ist aber deutlich weniger rau als bei den beiden anderen nordamerikanischen Arten der Gattung. Der sehr kurze Saugrüssel ist mit dem Körper verwachsen. Der Kremaster ist ziemlich lang und schmal. Es ist nicht dokumentiert, ob er in einer einzelnen oder doppelten Spitze endet und es scheint in der Literatur auch offenbar keine Zeichnung der Puppe zu existieren.

## Vorkommen
Die Art ist im Westen der Vereinigten Staaten verbreitet. Sie tritt vor allem in New England auf, ihre Verbreitung reicht aber südlich bis ins nördliche Zentralflorida. Westlich erstreckt sich die Verbreitung über den südlichen Teil des Tals des Ohio River und das Tal des Mississippi River. Die Art kann im südöstlichen Ohio recht häufig sein, weiter südlich gibt es aber nur vereinzelte und isolierte Nachweise. In Louisiana sind etwa durch Brou & Brou bis 1997 während 25-jährigem intensivem Sammeln nur 30 Individuen nachgewiesen worden. Es wird vermutet, dass die Art auch im äußersten Süden Quebecs auftritt, bisher wurde die Art aber in Kanada nicht nachgewiesen.
Populationen der Art scheinen aus noch unbekannten Gründen stark an bestimmte Standorte gebunden zu sein und können in weiten Teilen von Lebensräumen, die für sie günstig zu sein scheinen, fehlen. Die Tiere sind offenbar an das Unterholz und die Ränder von Baumbeständen mit sandigen Böden im Osten der Vereinigten Staaten gebunden. Diese trockenen Lebensräume mit Bewuchs verschiedener Heidekrautgewächse scheinen für die Art ideal zu sein.

## Lebensweise
Imagines werden nur gelegentlich und nie häufig an künstlichen Lichtquellen beobachtet. Wie auch die anderen Vertreter der Gattung können die Falter keine Nahrung aufnehmen.
Im Nordosten der USA, dem Tal des Ohio River und in großen Teilen der Appalachen tritt die Art im Hochsommer in nur einer Generation pro Jahr auf. Aus dem Süden gibt es nur wenige Nachweise, sodass die Flugzeit unzureichend bekannt ist. In Florida scheinen zwei Generationen aufzutreten, die im späten Frühjahr und im Spätsommer fliegen. In Louisiana ist die Art fast ausschließlich von Juli bis September nachgewiesen.

### Nahrung der Raupen
Die Raupen ernähren sich offenbar ausschließlich von Heidekrautgewächsen (Ericaceae). Sie sind in Neu England an Heidelbeeren (Vaccinium), Gaylussacia und Rosmarinheide (Andromeda) nachgewiesen. In der Literatur finden sich vereinzelt auch Nachweise an Pflanzenarten anderer Familien, dies ist aber offenbar auf Fehlbestimmungen zurückzuführen.

## Entwicklung
Die Weibchen legen ihre Eier einzeln an den Spitzen der Blätter der Raupennahrungspflanzen ab. Die Raupen sind Einzelgänger. Die Verpuppung erfolgt in einer Kammer im Erdboden sehr dicht unter der Oberfläche.

## Belege